# IndyCar Series 2021
De IndyCar Series 2021 was het 26e kampioenschap van de IndyCar Series. Scott Dixon was de regerend kampioen bij de coureurs. De 105e Indianapolis 500 werd gehouden op 30 mei en werd gewonnen door Hélio Castroneves, die in 2001, 2002 en 2009 de race al won.
Het kampioenschap werd gewonnen door Chip Ganassi Racing-coureur Álex Palou, die zijn eerste titel behaalde. Josef Newgarden werd voor Team Penske voor het tweede achtereenvolgende jaar tweede, terwijl Arrow McLaren SP-rijder Patricio O'Ward als derde eindigde.

## Schema
Op 1 oktober 2020 werd de voorlopige kalender voor 2021 bekendgemaakt. Voorafgaand aan de start van het seizoen werden er een aantal wijzigingen doorgevoerd als reactie op de coronapandemie. Op 14 mei 2021 werd de race op het Stratencircuit Toronto afgelast.
| Rnd | Datum        | Race naam                                             | Circuit                                     | Locatie                 |
| --- | ------------ | ----------------------------------------------------- | ------------------------------------------- | ----------------------- |
| 1   | 18 april     | Honda Indy Grand Prix of Alabama Presented by AmFirst | Barber Motorsports Park                     | Birmingham, Alabama     |
| 2   | 25 april     | Firestone Grand Prix of St. Petersburg                | Stratencircuit St. Petersburg               | St. Petersburg, Florida |
| 3   | 1 mei        | Genesys 300                                           | Texas Motor Speedway                        | Fort Worth, Texas       |
| 4   | 2 mei        | XPEL 375                                              | Texas Motor Speedway                        | Fort Worth, Texas       |
| 5   | 15 mei       | GMR Grand Prix                                        | Indianapolis Motor Speedway (binnencircuit) | Speedway, Indiana       |
| 6   | 30 mei       | 105th Running of the Indianapolis 500                 | Indianapolis Motor Speedway                 | Speedway, Indiana       |
| 7   | 12 juni      | Chevrolet Detroit Grand Prix                          | Belle Isle Park                             | Detroit, Michigan       |
| 8   | 13 juni      | Chevrolet Detroit Grand Prix                          | Belle Isle Park                             | Detroit, Michigan       |
| 9   | 20 juni      | REV Group Grand Prix at Road America                  | Road America                                | Elkhart Lake, Wisconsin |
| 10  | 4 juli       | Honda Indy 200 at Mid-Ohio                            | Mid-Ohio Sports Car Course                  | Lexington, Ohio         |
| 11  | 8 augustus   | Big Machine Music City Grand Prix                     | Nashville Street Circuit                    | Nashville, Tennessee    |
| 12  | 14 augustus  | Big Machine Spiked Coolers Grand Prix                 | Indianapolis Motor Speedway (binnencircuit) | Speedway, Indiana       |
| 13  | 21 augustus  | Bommarito Automotive Group 500                        | World Wide Technology Raceway at Gateway    | Madison, Illinois       |
| 14  | 12 september | Grand Prix of Portland                                | Portland International Raceway              | Portland, Oregon        |
| 15  | 19 september | Firestone Grand Prix of Monterey                      | WeatherTech Raceway Laguna Seca             | Monterey, Californië    |
| 16  | 26 september | Acura Grand Prix of Long Beach                        | Stratencircuit Long Beach                   | Long Beach, Californië  |

## Teams en rijders
| Team                                                                  | Motor     | Nr | Rijders                 | Races               |
| --------------------------------------------------------------------- | --------- | -- | ----------------------- | ------------------- |
| A.J. Foyt Enterprises                                                 | Chevrolet | 1  | J.R. Hildebrand         | 6                   |
| A.J. Foyt Enterprises                                                 | Chevrolet | 4  | Dalton Kellett          | Alle                |
| A.J. Foyt Enterprises                                                 | Chevrolet | 11 | Charlie Kimball         | 5-6, 16             |
| A.J. Foyt Enterprises                                                 | Chevrolet | 14 | Sébastien Bourdais      | Alle                |
| Team Penske                                                           | Chevrolet | 2  | Josef Newgarden         | Alle                |
| Team Penske                                                           | Chevrolet | 3  | Scott McLaughlin (R)    | Alle                |
| Team Penske                                                           | Chevrolet | 12 | Will Power              | Alle                |
| Team Penske                                                           | Chevrolet | 22 | Simon Pagenaud          | Alle                |
| Arrow McLaren SP                                                      | Chevrolet | 5  | Patricio O'Ward         | Alle                |
| Arrow McLaren SP                                                      | Chevrolet | 7  | Felix Rosenqvist        | 1-7, 10-16          |
| Arrow McLaren SP                                                      | Chevrolet | 7  | Oliver Askew            | 8                   |
| Arrow McLaren SP                                                      | Chevrolet | 7  | Kevin Magnussen (R)     | 9                   |
| Arrow McLaren SP                                                      | Chevrolet | 86 | Juan Pablo Montoya      | 5-6                 |
| Meyer Shank Racing                                                    | Honda     | 06 | Hélio Castroneves       | 6, 11-12, 14-16     |
| Meyer Shank Racing                                                    | Honda     | 60 | Jack Harvey             | Alle                |
| Chip Ganassi Racing                                                   | Honda     | 8  | Marcus Ericsson         | Alle                |
| Chip Ganassi Racing                                                   | Honda     | 9  | Scott Dixon             | Alle                |
| Chip Ganassi Racing                                                   | Honda     | 10 | Álex Palou              | Alle                |
| Chip Ganassi Racing                                                   | Honda     | 48 | Jimmie Johnson (R)      | 1-2, 5, 7-12, 14-16 |
| Chip Ganassi Racing                                                   | Honda     | 48 | Tony Kanaan             | 3-4, 6, 13          |
| Rahal Letterman Lanigan Racing                                        | Honda     | 15 | Graham Rahal            | Alle                |
| Rahal Letterman Lanigan Racing                                        | Honda     | 30 | Takuma Sato             | Alle                |
| Rahal Letterman Lanigan Racing                                        | Honda     | 45 | Santino Ferrucci        | 6-8, 10-11          |
| Rahal Letterman Lanigan Racing                                        | Honda     | 45 | Christian Lundgaard (R) | 12                  |
| Rahal Letterman Lanigan Racing                                        | Honda     | 45 | Oliver Askew            | 14-16               |
| Paretta Autosport                                                     | Chevrolet | 16 | Simona De Silvestro     | 6                   |
| Dale Coyne Racing with Vasser-Sullivan                                | Honda     | 18 | Ed Jones                | Alle                |
| Dale Coyne Racing with Rick Ware Racing                               | Honda     | 51 | Romain Grosjean (R)     | 1-2, 5, 7-16        |
| Dale Coyne Racing with Rick Ware Racing                               | Honda     | 51 | Pietro Fittipaldi       | 3-4, 6              |
| Dale Coyne Racing with Rick Ware Racing                               | Honda     | 52 | Cody Ware (R)           | 9, 11-12            |
| Dale Coyne Racing with Rick Ware Racing                               | Honda     | 52 | Ryan Norman (R)         | 10                  |
| Ed Carpenter Racing                                                   | Chevrolet | 20 | Ed Carpenter            | 3-4, 6, 13          |
| Ed Carpenter Racing                                                   | Chevrolet | 20 | Conor Daly              | 1-2, 5, 7-12, 14-16 |
| Ed Carpenter Racing                                                   | Chevrolet | 47 | Conor Daly              | 6                   |
| Ed Carpenter Racing                                                   | Chevrolet | 21 | Rinus VeeKay            | 1-8, 10-16          |
| Ed Carpenter Racing                                                   | Chevrolet | 21 | Oliver Askew            | 9                   |
| Dreyer & Reinbold Racing                                              | Chevrolet | 24 | Sage Karam              | 6                   |
| Andretti Autosport                                                    | Honda     | 25 | Stefan Wilson (R)       | 6                   |
| Andretti Autosport                                                    | Honda     | 27 | Alexander Rossi         | Alle                |
| Andretti Autosport                                                    | Honda     | 28 | Ryan Hunter-Reay        | Alle                |
| Andretti Autosport                                                    | Honda     | 26 | Colton Herta            | 1-4                 |
| Andretti Autosport with Curb-Agajanian                                | Honda     | 26 | Colton Herta            | 5-16                |
| Andretti Steinbrenner Autosport                                       | Honda     | 29 | James Hinchcliffe       | Alle                |
| Andretti Herta-Haupert Autosport with Marco Andretti & Curb-Agajanian | Honda     | 98 | Marco Andretti          | 6                   |
| Carlin                                                                | Chevrolet | 59 | Max Chilton             | 1-2, 6-12, 14-16    |
| Carlin                                                                | Chevrolet | 59 | Conor Daly              | 3-4, 13             |
| Top Gun Racing                                                        | Chevrolet | 75 | RC Enerson (R)          | 6, 12               |
| Juncos Hollinger Racing                                               | Chevrolet | 77 | Callum Ilott (R)        | 14-16               |

## Uitslagen
| Ronde | Race             | Poleposition    | Snelste ronde    | Meeste ronden aan de leiding | Winnaar           | Winnaar             | Winnaar      | Verslag |
| Ronde | Race             | Poleposition    | Snelste ronde    | Meeste ronden aan de leiding | Coureur           | Team                | Constructeur | Verslag |
| ----- | ---------------- | --------------- | ---------------- | ---------------------------- | ----------------- | ------------------- | ------------ | ------- |
| 1     | Birmingham       | Patricio O'Ward | Patricio O'Ward  | Álex Palou                   | Álex Palou        | Chip Ganassi Racing | Honda        | Verslag |
| 2     | St. Petersburg   | Colton Herta    | Álex Palou       | Colton Herta                 | Colton Herta      | Andretti Autosport  | Honda        | Verslag |
| 3     | Texas            | Álex Palou*     | Marcus Ericsson  | Scott Dixon                  | Scott Dixon       | Chip Ganassi Racing | Honda        | Verslag |
| 4     | Texas            | Scott Dixon*    | Álex Palou       | Scott Dixon                  | Patricio O'Ward   | Arrow McLaren SP    | Chevrolet    | Verslag |
| 5     | Indianapolis GP  | Romain Grosjean | Rinus VeeKay     | Romain Grosjean              | Rinus VeeKay      | Ed Carpenter Racing | Chevrolet    | Verslag |
| 6     | Indianapolis 500 | Scott Dixon     | Santino Ferrucci | Conor Daly                   | Hélio Castroneves | Meyer Shank Racing  | Honda        | Verslag |
| 7     | Detroit          | Patricio O'Ward | Josef Newgarden  | Will Power                   | Marcus Ericsson   | Chip Ganassi Racing | Honda        | Verslag |
| 8     | Detroit          | Josef Newgarden | Colton Herta     | Josef Newgarden              | Patricio O'Ward   | Arrow McLaren SP    | Chevrolet    | Verslag |
| 9     | Road America     | Josef Newgarden | Álex Palou       | Josef Newgarden              | Álex Palou        | Chip Ganassi Racing | Honda        | Verslag |
| 10    | Mid-Ohio         | Josef Newgarden | Jack Harvey      | Josef Newgarden              | Josef Newgarden   | Team Penske         | Chevrolet    | Verslag |
| 11    | Nashville        | Colton Herta    | Colton Herta     | Colton Herta                 | Marcus Ericsson   | Chip Ganassi Racing | Honda        | Verslag |
| 12    | Indianapolis     | Patricio O'Ward | Will Power       | Will Power                   | Will Power        | Team Penske         | Chevrolet    | Verslag |
| 13    | Gateway          | Will Power      | Takuma Sato      | Josef Newgarden              | Josef Newgarden   | Team Penske         | Chevrolet    | Verslag |
| 14    | Portland         | Álex Palou      | Romain Grosjean  | Graham Rahal                 | Álex Palou        | Chip Ganassi Racing | Honda        | Verslag |
| 15    | Laguna Seca      | Colton Herta    | Josef Newgarden  | Colton Herta                 | Colton Herta      | Andretti Autosport  | Honda        | Verslag |
| 16    | Long Beach       | Josef Newgarden | Patricio O'Ward  | Colton Herta                 | Colton Herta      | Andretti Autosport  | Honda        | Verslag |

* Beide kwalificaties op de Texas Motor Speedway werden geannuleerd vanwege slecht weer. De startopstelling werd bepaald door middel van de stand in het kampioenschap. Er werden geen bonuspunten voor de pole positions uitgereikt.

## Kampioenschap
| Pos | Rijder              | ALA | STP | TEX | TEX  | IMS | INDY | DET  | DET | RDA  | MDO | NSH  | IMS | GAT | POR  | LAG | LBH | Punten |
| --- | ------------------- | --- | --- | --- | ---- | --- | ---- | ---- | --- | ---- | --- | ---- | --- | --- | ---- | --- | --- | ------ |
| 1   | Álex Palou          | 1L* | 17L | 4cL | 7L   | 3L  | 26L  | 15   | 3   | 1L   | 3   | 7    | 27  | 20  | 1L   | 2   | 4   | 549    |
| 2   | Josef Newgarden     | 23  | 2   | 6   | 2L   | 4   | 12   | 10   | 2L* | 21L* | 1L* | 10   | 8L  | 1L* | 5    | 7   | 2L  | 511    |
| 3   | Patricio O'Ward     | 4L  | 19  | 3   | 1L   | 15  | 4L   | 3L   | 1L  | 9    | 8   | 13   | 5L  | 2L  | 14L  | 5   | 27  | 487    |
| 4   | Scott Dixon         | 3   | 5   | 1L* | 4cL* | 9L  | 171L | 8L   | 7   | 4L   | 4   | 2    | 17  | 19  | 3L   | 13  | 3L  | 481    |
| 5   | Colton Herta        | 22  | 1L* | 22  | 5    | 13  | 162L | 14   | 4   | 2    | 13L | 19L* | 3L  | 18L | 8    | 1L* | 1L* | 455    |
| 6   | Marcus Ericsson     | 8   | 7   | 19  | 12   | 10  | 119  | 1L   | 9   | 6    | 2L  | 1L   | 9   | 9   | 7L   | 6   | 28  | 435    |
| 7   | Graham Rahal        | 7   | 15  | 5   | 3L   | 5   | 32L  | 5L   | 5   | 11   | 6   | 5    | 7   | 23  | 10L* | 4   | 16L | 389    |
| 8   | Simon Pagenaud      | 12  | 3L  | 10  | 6    | 6   | 3L   | 12   | 8   | 18   | 14  | 21   | 16L | 8L  | 21   | 8   | 5   | 383    |
| 9   | Will Power          | 2L  | 8   | 14  | 13L  | 11  | 30   | 20L* | 6   | 3    | 25  | 14   | 1L* | 3L  | 13   | 26  | 10  | 357    |
| 10  | Alexander Rossi     | 9   | 21  | 8   | 20   | 7   | 29   | 7L   | 13  | 7    | 5   | 17   | 4   | 17  | 2    | 25  | 6   | 332    |
| 11  | Takuma Sato         | 13  | 6   | 9   | 14L  | 16  | 14L  | 4    | 12  | 8L   | 10  | 25   | 10  | 6   | 12   | 27  | 9   | 324    |
| 12  | Rinus VeeKay        | 6L  | 9   | 20  | 9L   | 1L  | 83L  | 2    | 18  |      | 16  | 24   | 24  | 21  | 17   | 18  | 25  | 308    |
| 13  | Jack Harvey         | 11  | 4   | 7   | 17   | 23  | 18   | 16   | 19  | 17   | 19  | 15   | 6   | 10  | 4L   | 15  | 7L  | 308    |
| 14  | Scott McLaughlin    | 14  | 11  | 2   | 8    | 8   | 20   | 19   | 20  | 14   | 12  | 22   | 23  | 4   | 9L   | 12  | 11  | 305    |
| 15  | Romain Grosjean     | 10  | 13  |     |      | 2L* |      | 23L  | 24  | 5    | 7   | 16L  | 2   | 14  | 22   | 3L  | 24  | 272    |
| 16  | Sébastien Bourdais  | 5L  | 10  | 24  | 19   | 19  | 26   | 11   | 16  | 16   | 11  | 27   | 15  | 5L  | 18   | 14  | 8   | 258    |
| 17  | Ryan Hunter-Reay    | 24  | 14  | 16  | 10   | 12L | 227  | 21   | 11  | 13   | 24  | 4    | 18  | 7   | 15   | 11  | 23  | 256    |
| 18  | Conor Daly          | 16  | 16  | 21  | 24   | 25  | 13L* | 13   | 15  | 20   | 15  | 12   | 11  | 11  | 16   | 16  | 21  | 235    |
| 19  | Ed Jones            | 15  | 20  | 12  | 22   | 14  | 28   | 9L   | 17  | 23   | 26  | 6    | 14  | 24  | 11L  | 10  | 12  | 233    |
| 20  | James Hinchcliffe   | 17  | 18  | 23  | 18   | 18  | 21   | 17   | 14  | 15   | 17  | 3    | 22  | 15  | 27   | 20  | 14  | 220    |
| 21  | Felix Rosenqvist    | 21  | 12  | 13  | 16   | 17  | 27L  | 25   |     |      | 23  | 8    | 13  | 16  | 6    | 19  | 13  | 205    |
| 22  | Hélio Castroneves   |     |     |     |      |     | 18L  |      |     |      |     | 9    | 21  |     | 23   | 24  | 20L | 158    |
| 23  | Dalton Kellett      | 18  | 23  | 18  | 23   | 20  | 23   | 18   | 23  | 25   | 21  | 23   | 26  | 12  | 26   | 23  | 19  | 148    |
| 24  | Santino Ferrucci    |     |     |     |      |     | 6L   | 6    | 10  |      | 9   | 11   |     |     |      |     |     | 146    |
| 25  | Max Chilton         | 20  | 24  |     |      | Wth | 24   | 22   | 22  | 10L  | 18  | 18   | 20  |     | 19   | 21  | 15  | 134    |
| 26  | Jimmie Johnson      | 19  | 22  |     |      | 24  |      | 24   | 21  | 22   | 22  | 26   | 19  |     | 20   | 17  | 17  | 108    |
| 27  | Ed Carpenter        |     |     | 17  | 11L  |     | 54   |      |     |      |     |      |     | 22  |      |     |     | 107    |
| 28  | Tony Kanaan         |     |     | 11  | 15   |     | 105  |      |     |      |     |      |     | 13  |      |     |     | 96     |
| 29  | Oliver Askew        |     |     |     |      |     |      |      | 25  | 12L  |     |      |     |     | 24   | 9   | 22L | 61     |
| 30  | Sage Karam          |     |     |     |      |     | 7L   |      |     |      |     |      |     |     |      |     |     | 53     |
| 31  | Juan Pablo Montoya  |     |     |     |      | 21  | 9    |      |     |      |     |      |     |     |      |     |     | 53     |
| 32  | Pietro Fittipaldi   |     |     | 15  | 21   |     | 25   |      |     |      |     |      |     |     |      |     |     | 34     |
| 33  | J.R. Hildebrand     |     |     |     |      |     | 15   |      |     |      |     |      |     |     |      |     |     | 30     |
| 34  | Cody Ware           |     |     |     |      |     |      |      |     | 19   |     | 20   | 25  |     |      |     |     | 26     |
| 35  | Marco Andretti      |     |     |     |      |     | 19   |      |     |      |     |      |     |     |      |     |     | 22     |
| 36  | Charlie Kimball     |     |     |     |      | 22  | DNQ  |      |     |      |     |      |     |     |      |     | 18  | 20     |
| 37  | Christian Lundgaard |     |     |     |      |     |      |      |     |      |     |      | 12L |     |      |     |     | 19     |
| 38  | Callum Ilott        |     |     |     |      |     |      |      |     |      |     |      |     |     | 25   | 22  | 26  | 18     |
| 39  | Ryan Norman         |     |     |     |      |     |      |      |     |      | 20  |      |     |     |      |     |     | 10     |
| 40  | Simona De Silvestro |     |     |     |      |     | 31   |      |     |      |     |      |     |     |      |     |     | 10     |
| 41  | Stefan Wilson       |     |     |     |      |     | 33   |      |     |      |     |      |     |     |      |     |     | 10     |
| 42  | Kevin Magnussen     |     |     |     |      |     |      |      |     | 24L  |     |      |     |     |      |     |     | 7      |
| 43  | RC Enerson          |     |     |     |      |     | DNQ  |      |     |      |     |      | 28  |     |      |     |     | 5      |
| Pos | Rijder              | ALA | STP | TEX | TEX  | IMS | INDY | DET  | DET | RDA  | MDO | NSH  | IMS | GAT | POR  | LAG | LBH | Punten |

| Kleur               | Resultaat                                             |
| ------------------- | ----------------------------------------------------- |
| Goud                | Winnaar                                               |
| Zilver              | 2de plaats                                            |
| Brons               | 3de plaats                                            |
| Groen               | 4de en 5de plaats                                     |
| Lichtblauw          | 6de–10de plaats                                       |
| Donkerblauw         | Gefinisht (buiten de Top 10)                          |
| Paars               | Niet gefinisht                                        |
| Rood                | Niet gekwalificeerd (DNQ)                             |
| Bruin               | Teruggetrokken (Wth)                                  |
| Zwart               | Gediskwalificeerd (DSQ)                               |
| Wit                 | Niet Gestart (DNS)                                    |
| Blank               | Nam geen deel aan de race (DNP)                       |
| Blank               | Niet geracet                                          |
| Toegevoegde info    |                                                       |
| vet                 | Pole positie (1 punt, behalve Indy)                   |
| L                   | Ronde geleid (1 punt)                                 |
| *                   | Meeste ronden aan de leiding (2 punten)               |
| cursief             | Snelste ronde                                         |
| 1-9                 | Kwalificatiepositie Indy 500                          |
| c                   | Kwalificatie geannuleerd, geen bonuspunten uitgedeeld |
| Rookie van het jaar |                                                       |
| Rookie              |                                                       |

| Positie                       | 1   | 2  | 3  | 4  | 5  | 6  | 7  | 8  | 9  | 10 | 11 | 12 | 13 | 14 | 15 | 16 | 17 | 18 | 19 | 20 | 21 | 22 | 23 | 24 | 25 | 26 | 27 | 28 | 29 | 30 | 31 | 32 | 33 |
| ----------------------------- | --- | -- | -- | -- | -- | -- | -- | -- | -- | -- | -- | -- | -- | -- | -- | -- | -- | -- | -- | -- | -- | -- | -- | -- | -- | -- | -- | -- | -- | -- | -- | -- | -- |
| Punten                        | 50  | 40 | 35 | 32 | 30 | 28 | 26 | 24 | 22 | 20 | 19 | 18 | 17 | 16 | 15 | 14 | 13 | 12 | 11 | 10 | 9  | 8  | 7  | 6  | 5  | 5  | 5  | 5  | 5  | 5  | 5  | 5  | 5  |
| Indianapolis 500              | 100 | 80 | 70 | 64 | 60 | 56 | 52 | 48 | 44 | 40 | 38 | 36 | 34 | 32 | 30 | 28 | 26 | 24 | 22 | 20 | 18 | 16 | 14 | 12 | 10 | 10 | 10 | 10 | 10 | 10 | 10 | 10 | 10 |
| Indianapolis 500 kwalificatie | 9   | 8  | 7  | 6  | 5  | 4  | 3  | 2  | 1  |    |    |    |    |    |    |    |    |    |    |    |    |    |    |    |    |    |    |    |    |    |    |    |    |